# 2-й Белорусский фронт
2-й Белорусский фронт — оперативно-стратегическое объединение в вооружённых силах СССР во время Великой Отечественной войны. Фронт действовал в 1944—1945 годах в Белоруссии, Польше и Восточной Пруссии.

## Первое формирование
Фронт образован решением Ставки Верховного Главнокомандования от 17 февраля 1944 г. (в Действующей армии с 24 февраля 1944 г.) с целью наступления в Белоруссии. Во фронт вошли 47-я армия, 61-я армия, 70-я армия и Днепровская военная флотилия. Авиационные силы фронта составила 6-я воздушная армия.
15 марта фронт перешёл в наступление, нанося главный удар в стык немецким группам армий «Центр» и «Юг». 70-я и 47-я армии наступали на ковельском направлении, 61-я армия наступала на север с целью занять южный берег Припяти. Войскам фронта сначала удалось блокировать Ковель, однако после упорных боёв они были оттеснены немцами. Из-за недостатка сил советское командование вынуждено было остановить наступление фронта. В ходе Полесской операции фронт не смог выполнить поставленных задач, однако сковал крупные немецкие силы и создал благоприятные условия для дальнейшего наступления в Белоруссии. 5 апреля 1944 на основании директивы Ставки ВГК фронт был расформирован, его войска переданы в состав Белорусского фронта.

## Второе формирование
Второе формирование фронта было образовано 24 апреля 1944 на основании директивы Ставки ВГК в связи с планировавшимся крупным наступлением в Белоруссии. Во фронт были выделены из Западного фронта 33-я армия, 49-я армия, 50-я армия и 4-я воздушная армия.

### Наступление в Белоруссии
В мае 1944 фронт вёл бои местного значения в Белоруссии. 23 июня, в связи начавшимся крупным наступлением, войска фронта перешли в наступление на могилёвском направлении. Фронт прорвал сильную оборону немцев по рекам Проня, Бася и Днепр и 28 июня освободил Могилёв (Могилёвская операция). В июле 1944 2-й Белорусский фронт тесно взаимодействуя с другими фронтами участвовал в освобождении Минска (Минская операция) и Белостока (Белостокская операция). В августе — ноябре фронт проводил Ломжа-Ружанскую наступательную операции, в ходе которой вёл бои в Западной Белоруссии, в восточной Польше.

### Сражения в Восточной Пруссии и Померании
14 января войска фронта перешли в наступление в Восточной Пруссии. К 26 января они продвинулись на глубину 230 км, захватили в районе Бромберга плацдарм на левом берегу Вислы, в дальнейшем вышли на побережье Балтийского моря в районе Толькемита и блокировали восточно-прусскую группировку противника с запада и юго-запада, отрезав её от внутренних районов Германии (Млавско-Эльбингская операция).
10 февраля фронт перешёл в наступление в Восточной Померании. В ходе 10-дневных тяжёлых и упорных боёв войска фронта смогли продвинуться лишь на 40-60 км и были вынуждены прекратить наступление. 24 февраля войска 2-го Белорусского фронта, усиленные 19-й армией и 2-й ударной армией, нанесли удар на Кёслин. Одновременно перешли в наступление войска 1-го Белорусского фронта. К 5 марта войска двух фронтов, действуя совместно, рассекли восточно-померанскую группировку и вышли на побережье Балтийского моря. После этого 2-й Белорусский фронт начал наступать на северо-восток, овладел городами Гдыня и Данциг.

### Штеттинско-Ростокская операция
После окончания Восточно-Померанской операции войска фронта были привлечены для обеспечения с севера решающего наступления на Берлин. 16 апреля они перешли в наступление, форсировали Одер в её нижнем течении и, продвинувшись на глубину 200 км, разгромили штеттинскую группировку немцев, обеспечив с севера наступление 1-го Белорусского фронта на Берлин. Части 19-й армии 9 мая высадили десант и освободили датский остров Борнхольм.
10 июня 1945 на основании директивы Ставки ВГК фронт преобразован в Северную группу войск.

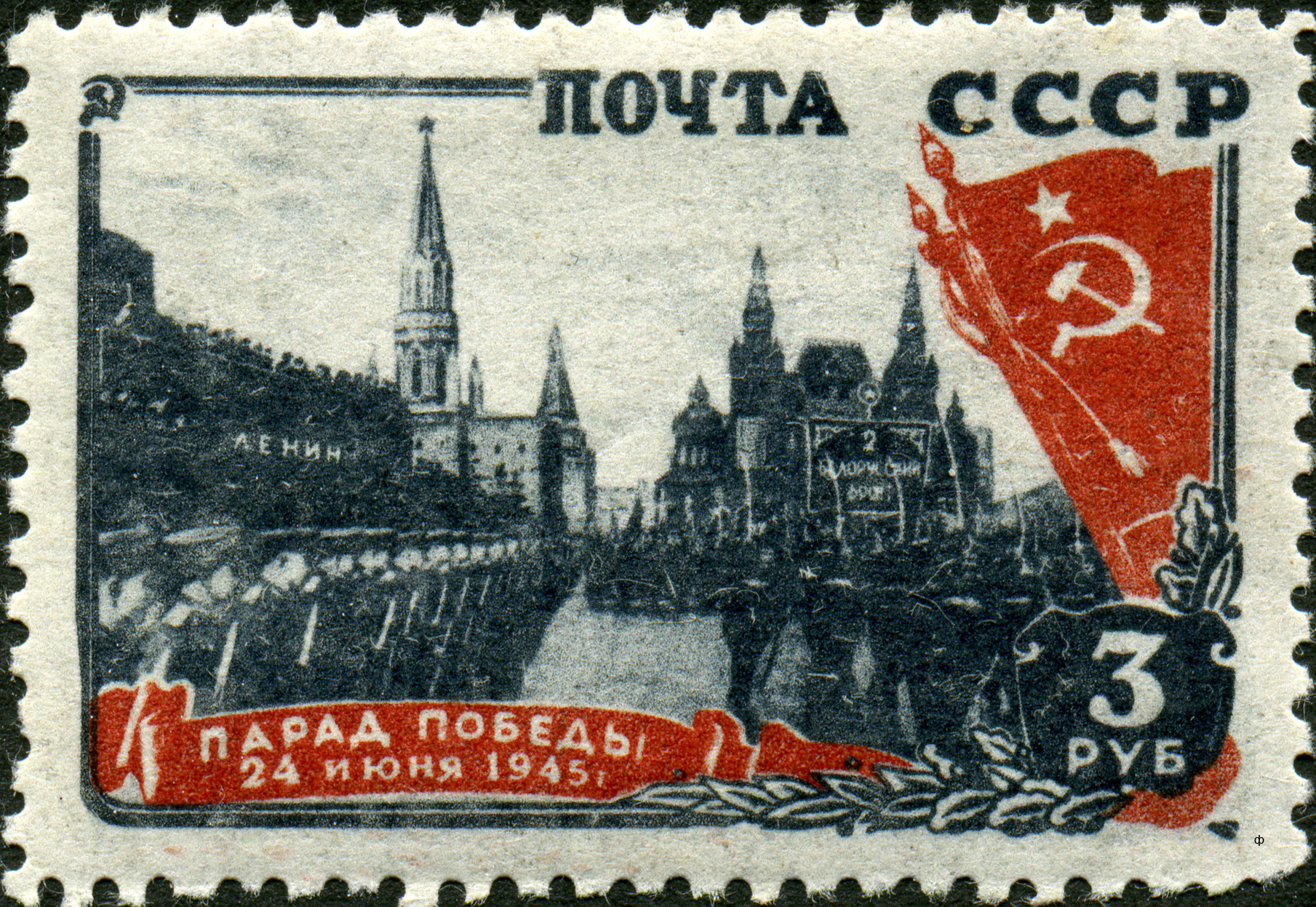
Почтовая марка, 1946 год. Серия «Парад Победы в Москве». Колонна Второго Белорусского фронта параде Победы 24 июня 1945 года.

## Командование

### Командующие
- Генерал-полковник Курочкин Павел Алексеевич (24 февраля — 5 апреля 1944);
- Генерал-полковник Петров Иван Ефимович (24 апреля — 6 июня 1944);
- Генерал-полковник, с 28 июля 1944 — Генерал армии Захаров Георгий Фёдорович (6 июня — 16 ноября 1944);
- Маршал Советского Союза Рокоссовский Константин Константинович (16 ноября 1944 — 10 июня 1945).

### Члены Военного совета
- Генерал-лейтенант Боков Фёдор Ефимович (24 февраля — 5 апреля 1944);
- Генерал-майор Пронин Алексей Михайлович (24 февраля — 5 апреля 1944);
- Генерал-лейтенант Мехлис Лев Захарович (24 апреля — 28 июля 1944);
- Генерал-лейтенант Субботин Никита Егорович (28 июля 1944 — 10 июня 1945);
- Генерал-майор, с 2 ноября 1944 — Генерал-лейтенант Русских Александр Георгиевич (24 апреля 1944 — 10 июля 1945).

### Начальник политического управления
- Генерал-майор, с 2 ноября 1944 — Генерал-лейтенант Окороков Андрей Дмитриевич (24 февраля — 5 апреля 1944, 24 апреля 1944 — 10 июля 1945).

### Начальники штаба
- Генерал-лейтенант Колпакчи Владимир Яковлевич (24 февраля — 5 апреля 1944);
- Генерал-лейтенант Любарский Степан Иванович (24 апреля — 5 мая 1944);
- Генерал-лейтенант, с 17 февраля 1945 — Генерал-полковник Боголюбов Александр Николаевич (5 мая 1944 — 10 июня 1945).

### Командующие БТ и МВ
- Генерал-майор танковых войск Широбоков, Михаил Васильевич (24 февраля — 5 апреля 1944, 24 апреля — 10 ноября 1944);
- Генерал-майор танковых войск Юдин, Павел Алексеевич (10 ноября 1944 — 9 января 1945);
- Генерал-лейтенант танковых войск Чернявский Михаил Львович (9 января — 10 июня 1945).

### Командующие артиллерий фронта
- Генерал-лейтенант артиллерии Дмитриев Михаил Петрович (24 февраля — апрель 1944);
- Генерал-лейтенант артиллерии, с 18 ноября 1944 — Генерал-полковник артиллерии Сокольский Александр Кузьмич (апрель 1944 — 10 июня 1945)[1].

## Подчинённые воинские части
- 2й Белорусский фронт(I):
- Днепровская военная флотилия (25 февраля — 5 апреля 1944)
- Оперативная группа ГМЧ (начальники группы полковники Бажанов и Должиков)                           24.02.1944 - 05.04.1944
- 865 отдельный автотранспортный батальон (учебный)  24.02.1944 - 05.04.1944
- эвакуационный госпиталь 1748                              24.02.1944 - 05.04.1944
- эвакуационный госпиталь 3421                              24.02.1944 - 05.04.1944
- патологоанатомическая лаборатория 60              24.02.1944 - 05.04.1944
- полевой армейский санитарный склад 1601       24.02.1944 - 05.04.1944
- 10 автосанитарная рота   24.02.1944 - 05.04.1944
- 178 автосанитарная рота  24.02.1944 - 05.04.1944
- 4 отдельный учебный автомобильный батальон   24.02.1944 - 05.04.1944
- 7 запасный артиллерийский полк                           24.02.1944 - 05.04.1944
- 32 отдельная зенитная артиллерийская батарея   24.02.1944 - 05.04.1944
- 4 отдельный зенитный артиллерийский дивизион  24.02.1944 - 05.04.1944
- 14 отдельный зенитный артиллерийский дивизион  24.02.1944 - 05.04.1944
- 462 отдельный саперный батальон                        24.02.1944 - 05.04.1944
- 133 отдельный мотоинженерный батальон         24.02.1944 - 05.04.1944
- 177 отдельный автомобильный (автотранспортный) батальон    24.02.1944 - 05.04.1944
- Полевой армейский (головной) ветеринарный склад 1382
- 24.02.1944 - 05.04.1944
- склад хранения зерна 2                                              24.02.1944 - 05.04.1944
- 1399 отдельная рота связи бронетанковых и механизированных войск    24.02.1944 - 05.04.1944
- 49 гаубичный артиллерийский полк                       24.02.1944 - 05.04.1944
- 19 отдельная зенитная артиллерийская батарея   24.02.1944 - 05.04.1944
- 33 отдельная зенитная артиллерийская батарея   24.02.1944 - 05.04.1944
- 60 отдельная рота охраны                                           24.02.1944 - 04.03.1944
- 40 отдельный полк резерва офицерского состава  24.02.1944 - 05.04.1944
- 48 отдельный полк резерва офицерского состава  24.02.1944 - 05.04.1944
- 160 стрелковая дивизия                                            24.02.1944 - 05.04.1944
- 884 истребительно-противотанковый артиллерийский полк  24.02.1944 - 05.04.1944
- Подвижная ремонтная база 70 Волховской группы войск  24.02.1944 - 05.04.1944
- 423 отдельный пулеметный артиллерийский батальон (пулеметный)  24.02.1944 - 05.04.1944
- подвижная ремонтная мастерская                         24.02.1944 - 05.04.1944
- 4 отдельный стрелковый батальон Управления контрразведки "СМЕРШ"  24.02.1944 - 05.04.1944  отдельный батальон охраны полевого управления  24.02.1944 - 05.04.1944
- учебная команда Управления войск НКВД охраны тыла Действующей армии  24.02.1944 - 05.04.1944
- 6 воздушная армия  25.02.1944 - 05.04.1944
- 61 армия  25.02.1944 - 05.04.1944
- 47 армия  25.02.1944 - 05.04.1944
- 70 армия  25.02.1944 - 05.04.1944
- 117 фронтовой запасный стрелковый полк        27.02.1944 - 05.04.1944
- 7 гвардейский кавалерийский корпус                   28.02.1944 - 05.04.1944
- Управление войск НКВД охраны тыла                  28.02.1944 - 05.04.1944
- 60 отдельный батальон охраны                               04.03.1944 - 05.04.1944
- 32 отдельный запасной саперный батальон       07.03.1944 - 05.04.1944
- основная база Дорожного управления                 14.03.1944 - 05.04.1944
- 69 армия  04.04.1944 - 05.04.1944
- Подчиненные воинские части(2й белф(II):
- 2 эвакуационная рота  24.04.1944 - 09.05.1945
- армейская мастерская по ремонту средств связи 10  24.04.1944 - 05.05.1944
- 164 отдельный ремонтно-восстановительный батальон  24.04.1944 - 31.05.1944
- 4 отдельный учебный автомобильный батальон   24.04.1944 - 09.05.1945
- 178 автосанитарная рота  24.04.1944 - 09.05.1945
- 10 автосанитарная рота  24.04.1944 - 09.05.1945
- патологоанатомическая лаборатория 60              24.04.1944 - 09.05.1945
- эвакуационный госпиталь 3421                              24.04.1944 - 09.05.1945
- эвакуационный госпиталь 1748                              24.04.1944 - 09.05.1945
- 4 отдельный стрелковый батальон Управления контрразведки "СМЕРШ"  24.04.1944 - 09.05.1945
- 206 фронтовой запасный стрелковый полк        24.04.1944 - 09.05.1945
- 19 отдельная зенитная артиллерийская батарея  24.04.1944 - 09.05.1945
- 32 отдельная зенитная артиллерийская батарея   24.04.1944 - 09.05.1945
- отдельный батальон охраны полевого управления  24.04.1944 - 04.06.1944
- учебная команда Управления войск НКВД охраны тыла Действующей армии  24.04.1944 - 09.05.1945
- 33 отдельная зенитная артиллерийская батарея   24.04.1944 - 09.05.1945
- Отдел НКВД по делам военнопленных при УТ    24.04.1944 - 09.05.1945
- 60 эвакуационная рота  24.04.1944 - 09.05.1945
- Подвижная ремонтная база 70 Волховской группы войск  24.04.1944 - 05.06.1944
- 205 армейский запасный стрелковый полк        24.04.1944 - 09.05.1945
- 865 отдельный автотранспортный батальон (учебный)  24.04.1944 - 09.05.1945
- 110 отдельный батальон связи резерва               24.04.1944 - 09.05.1945
- 158 отдельный резервный батальон связи          24.04.1944 - 30.04.1944
- 508 отдельный зенитный артиллерийский дивизион  24.04.1944 - 09.05.1945
- 423 отдельный пулеметный артиллерийский батальон (пулеметный)  24.04.1944 - 09.05.1945
- 44 отдельный учебный дивизион резерва офицерского состава артиллерии  24.04.1944 - 09.05.1945
- 33 армия  24.04.1944 - 05.07.1944
- 462 отдельный саперный батальон                        24.04.1944 - 09.05.1945
- 177 отдельный автомобильный (автотранспортный) батальон  24.04.1944 - 09.05.1945
- основная база Дорожного управления                 24.04.1944 - 09.05.1945
- 49 армия  24.04.1944 - 09.05.1945
- 50 армия  24.04.1944 - 10.02.1945
- Управление оборонительного строительства 22  24.04.1944 - 09.05.1945
- Полевой армейский (головной) ветеринарный склад 1382                                                                                  24.04.1944 - 23.05.1944
- 32 отдельный запасной саперный батальон       24.04.1944 - 09.05.1945
- 4 воздушная армия  25.04.1944 - 09.05.1945
- 1482 зенитный артиллерийский полк                    01.05.1944 - 09.05.1945
- 199 стрелковая дивизия  02.05.1944 - 05.06.1944
- 256 танковая бригада  02.05.1944 - 20.07.1944
- база горюче-смазочных материалов                     13.05.1944 - 28.09.1944
- торгово-заготовительная база 2 Белорусского фронта  18.05.1944 - 09.05.1945
- Оперативная группа Белорусского штаба партизанского движения военного совета                                       20.05.1944 - 15.10.1944
- 6 учебно-тренировочный авиационный полк      01.06.1944 - 30.01.1945
- 184 отдельный авиационный полк связи              01.06.1944 - 30.06.1944
- 76 отдельный батальон охраны   04.06.1944 - 09.05.1945
- 47 отдельная кабельно-шестовая рота                 22.06.1944 - 09.05.1945
- 1629 отдельная рота связи    22.06.1944 - 09.05.1945
- 343 стрелковая дивизия  29.06.1944 - 10.07.1944
- 3 армия  05.07.1944 - 10.02.1945
- 27 отдельный батальон охраны                               13.07.1944 - 09.05.1945
- 25 отдельный батальон охраны                               14.07.1944 - 09.05.1945
- 3 гвардейский кавалерийский корпус                   16.07.1944 - 20.10.1944
- 49 отдельный батальон охраны   20.07.1944 - 09.05.1945
- 42 стрелковая дивизия  25.07.1944 - 28.07.1944
- 8 истребительный авиационный корпус               01.08.1944 - 04.08.1944
- подвижная ремонтная мастерская 57 гвардейских минометных частей  21.08.1944 - 09.05.1945
- 8 отдельная пушечная артиллерийская батарея  01.09.1944 - 01.01.1945
- 48 армия  22.09.1944 - 10.02.1945
- 184 отдельный авиационный полк связи             01.10.1944 - 31.10.1944
- 2 ударная армия  16.10.1944 - 09.05.1945
- Инспекция управления военного снабжения НКВД СССР при УТ   27.10.1944 - 09.05.1945
- 69 стрелковая дивизия  13.11.1944 - 09.05.1945
- 65 армия  19.11.1944 - 10.06.1945
- 70 армия  19.11.1944 - 09.05.1945
- 1476 самоходно-артиллерийский полк                  01.12.1944 - 31.12.1944
- 184 отдельный авиационный полк связи             01.12.1944 - 31.12.1944
- 8 механизированный корпус                                    03.12.1944 - 10.01.1945
- 3 гвардейский кавалерийский корпус                   06.12.1944 - 09.05.1945
- 200 стрелковая дивизия  07.12.1944 - 11.12.1944
- 3 гвардейский танковый корпус                              13.12.1944 - 20.01.1945
- 29 танковый корпус    15.12.1944 - 09.02.1945
- санитарно-контрольный пункт 86                           30.12.1944 - 09.05.1945
- 5 гвардейская танковая армия                                 08.01.1945 - 10.02.1945
- 310 стрелковая дивизия  15.01.1945 - 27.01.1945
- 19 армия  29.01.1945 - 09.05.1945
- 91 укрепленный район  06.02.1945 - 12.02.1945
- 8 гвардейский танковый корпус                              09.02.1945 - 17.02.1945
- 5 гвардейская танковая армия                                01.03.1945 - 09.05.1945
- 1 гвардейская танковая армия                                08.03.1945 - 27.03.1945
- 8 гвардейский танковый корпус                              15.04.1945 - 09.05.1945
- 14 стрелковый корпус  19.04.1945 - 09.05.1945
- 43 армия  30.04.1945 - 09.05.1945

## Операции и сражения, в которых участвовал фронт
- Полесская операция
- Белорусская операция (1944)
  - Могилёвская операция
  - Белостокская операция
- Восточно-Прусская операция (1945)
  - Млавско-Эльбингская операция
- Восточно-Померанская операция
- Берлинская операция

## Газета
Выходила газета «За Родину», позднее «Фронтовая правда».
Редакторы:
- полковник Чекулаев Дмитрий Александрович (1903—1987),
- полковник Миронов Тимофей Васильевич (1907—1985).